# Orden del Elefante Blanco
La Exaltadísima Orden del Elefante Blanco (en tailandés: เครื่องราชอิสริยาภรณ์อันเป็นที่เชิดชูยิ่งช้างเผือก ; rtgs: Khrueang Ratcha-itsariyaphon An Pen Thi Choetchu Ying Chang Phueak) es una Orden de Tailandia. Fue establecida en 1861 por el Rey Rama IV del Reino de Siam. Junto con la Orden de la Corona de Tailandia, es regularmente otorgada a cualquier funcionario del gobierno por los servicios prestados a Tailandia durante cinco años, haciéndolo el mayor honor otorgado en Tailandia.

## Clases
La Orden consta de ocho clases:
| Cinta | Clase                                  | Nombre                                          | Postnominals | Nombre anterior         | Fecha establecida       | Orden de precedencia |
| ----- | -------------------------------------- | ----------------------------------------------- | ------------ | ----------------------- | ----------------------- | -------------------- |
|       | Gran Cordón (Clase Especial)           | มหาปรมาภรณ์ช้างเผือก(Maha Paramaphon Chang Phueak) | KGE          | -                       | 16 de noviembre de 1909 | 8                    |
|       | Gran Cruz de Caballero (Primera Clase) | ประถมาภรณ์ช้างเผือก(Prathamaphon Chang Phueak)     | GCE          | มหาวราภรณ์ Maha Waraphon | 1869                    | 10                   |
|       | Caballero Comendador (Segunda Clase)   | ทวีติยาภรณ์ช้างเผือก(Thawitiyaphon Chang Phueak)     | KCE          | จุลวราภรณ์ Chunlawaraphon | 1869                    | 15                   |
|       | Comendador (Tercera Clase)             | ตริตาภรณ์ช้างเผือก(Tritaphon Chang Phueak)          | CE           | นิภาภรณ์ Niphaphon        | 1869                    | 23                   |
|       | Compañero (Cuarta Clase)               | จัตุรถาภรณ์ช้างเผือก(Chatturathaphon Chang Phueak)   | OE           | ภูษนาภรณ์ Phusanaphon     | 1869                    | 28                   |
|       | Miembro (Quinta Clase)                 | เบญจมาภรณ์ช้างเผือก(Benchamphon Chang Phueak)      | ME           | ทิพยาภรณ์ Thipphayaphon   | 1873                    | 33                   |
|       | Medalla de oro (Sexta Clase)           | เหรียญทองช้างเผือก(Rian Thong Chang Phueak)        | G.M.E        | -                       | 20 de julio de 1902     | 52                   |
|       | Medalla de plata (Séptima Clase)       | เหรียญเงินช้างเผือก(Rian Ngoen Chang Phueak)        | S.M.E        | -                       | 20 de julio de 1902     | 55                   |

## Condecorados
- Emperador Napoleón III - Gran Cruz de Caballero (1851, Diseño Hecho de encargo)
- Plaek Phibunsongkhram - Gran Cordón
- Sultan Ibrahim de Johor - Gran Cordón
- Sultan Abdul Hamid Halim Shah de Kedah - Gran Cordón
- Chavalit Yongchaiyudh - Gran Cordón
- Alexander I de Yugoslavia - Gran Cordón
- Bob Hawke - Gran Cordón
- Albert du Roy de Blicquy
- Norodom De Camboya - Gran Cruz de Caballero
- Pakubuwono X - Gran Cruz de Caballero (1929)
- Miklós Horthy - Gran Cruz de Caballero[4]
- El Conde Mountbatten de Birmania - Gran Cruz de Caballero
- Foster C. LaHue
- Sir Samuel Robinson, 1923.[5]
- Graves B. Erskine - Gran Cruz de Caballero
- Arne Skaug.[6]
- Pierra Vejjabul[7]
- Joseph J. Cappucci - Caballero Comendador (Segunda Clase)
- David John Collins Otorgó por King Rama V en 1897 (Cuarta Clase)
- Frederick William Verney - Comendador[8]
- Reina Victoria[9]
- General William Westmoreland - Gran Cruz de Caballero
- Vicealmirante Józef Unrug
- General Richard Secord[10]
- Infanta Cristina de Borbón (1987)
- Jiri Sitler - Gran Cruz de Caballero (2006)
- Comandante Saman Kunan - Gran Cruz de Caballero (2018)[11]